# UNIAPAC
UNIAPAC (UNion Internationale des Associations PAtronales Catholiques) is een internationale christelijke werkgeversorganisatie.
UNIAPAC werd opgericht in Rome in 1931 bij de herdenking van de 40ste verjaardag van het verschijnen van de encycliek Rerum Novarum, als Conférences Internationales des Associations de Patrons Catholiques, door Nederlandse, Belgische en Franse katholieke werkgeversorganisaties. Na de Tweede Wereldoorlog sloten ook werkgeversorganisaties uit andere landen van Europa en uit Latijns-Amerika aan en in 1949 werd de naam van de vereniging gewijzigd in UNion Internationale des Associations PAtronales Catholiques, met als initialen UNIAPAC. In 1962 werd de naam gewijzigd in International Christian Union of Business Executives, met behoud van de initialen UNIAPAC.

## Voorzitters
- Giuseppe Mosca (Italië), 1956-1959
- Peter H. Werhahn (West-Duitsland), 1960-1964
- Léon de Rosen (Frankrijk), 1965-1968
- Reinier A.H.M. Dobbelmann (Nederland), 1969-1972
- Romuald Burkard (Zwitserland), 1973-1976
- Carlos E. Dietl (Argentinië), 1977-1981
- Antoine Bekaert (België), 1981-1985
- Philippe de Weck (Zwitserland), 1986-1987
- Ernst van den Biggelaar (Nederland), 1988-1990
- Michel Albert (Frankrijk), 1990-1993
- Guy de Wouters (België), 1994-1996
- Domingo Sugranyes (Spanje), 1997-2000
- Onno Ruding (Nederland) 2000-2003
- Etienne Wibaux (Frankrijk) 2003-2006
- José Ignacio Mariscal (Mexico) 2006-heden